# Schuckert & Co.
Schuckert & Co. fu una azienda elettrotecnica tedesca con sede a Norimberga.

## Storia

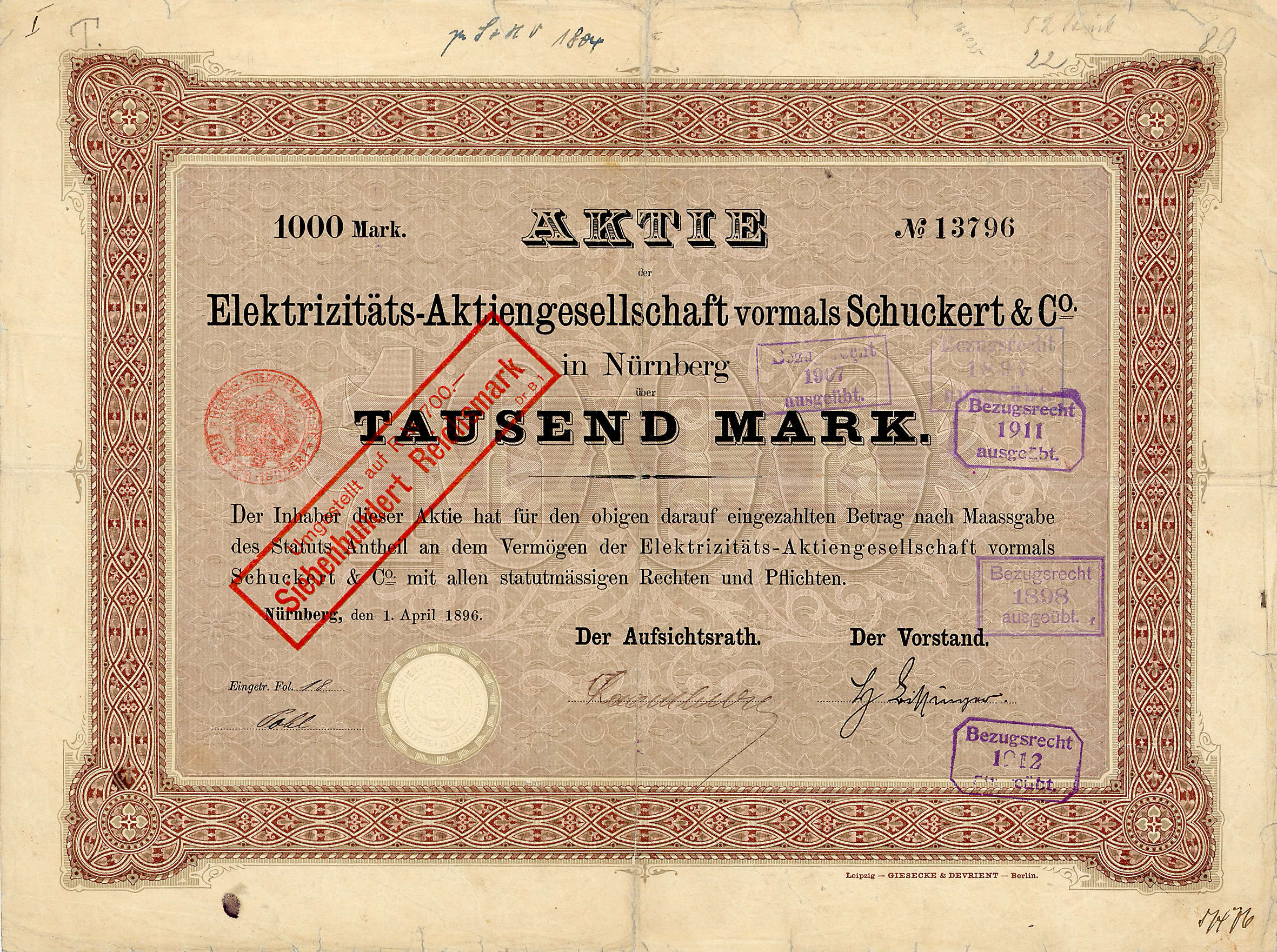
Azione da oltre 1000 Mark della Elektrizitäts-AG già Schuckert & Co. del 1º aprile 1896

La firma Schuckert & Co. viene creata il 31 dicembre 1885, come Alexander Wacker come partecipata della fabbrica di Sigmund Schuckert nata nel 1873 nella Schwabenmühle di Norimberga. Nel 1879 viene aperta la sede in Schloßäckerstraße sempre a Norimberga. Partecipa nel 1891 alla storica Internationalen Elektrotechnischen Ausstellung. La società diventa società per azioni nel 1893 e nominata Elektrizitäts-AG vormals Schuckert & Co. (E.-AG). Negli anni successivi al 1894 vengono siglati contratti con le città Barmen e Elberfeld con E.-AG per la elettrificazione della nuova Wuppertaler Schwebebahn.
Tra il 1899 e il 1900 vengono prodotte dalla E.-AG automobili con propulsione elettrica.
Nel 1903 la Elektrizitäts-Aktiengesellschaft viene acquisita dalla Siemens & Halske, la sua divisione elettrotecnica E.-AG entra nella Siemens-Schuckertwerke (SSW) con sede a Norimberga.

## Prodotti

### Energia elettrica

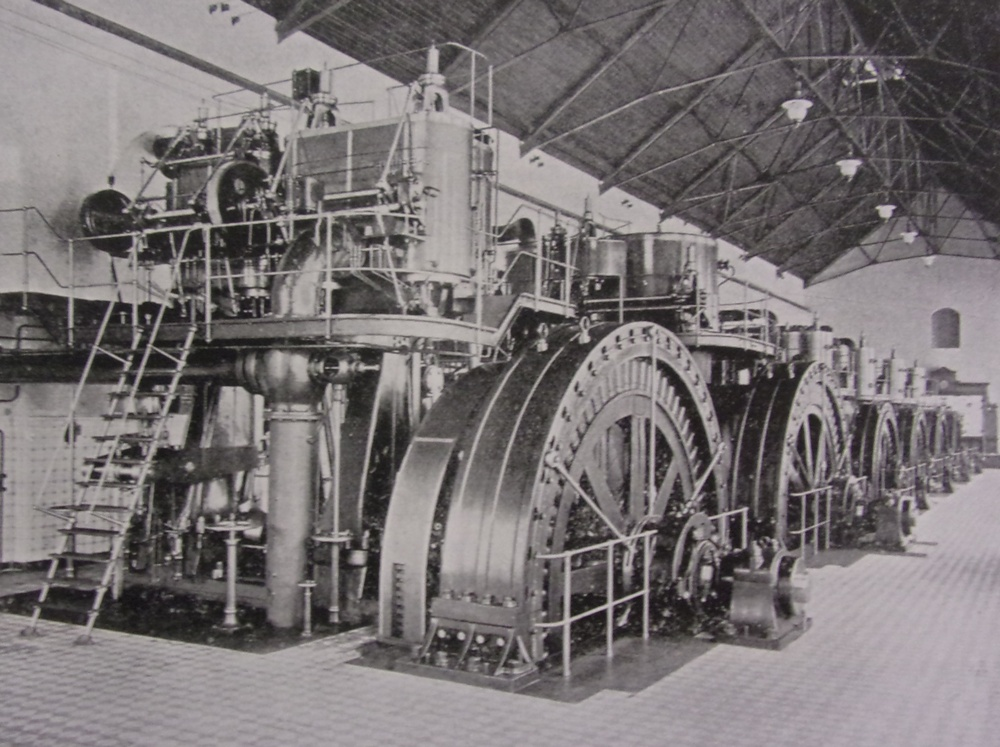
Generatore Schuckert della Kraftwerk Tullnau, 1899

Nel 1887 viene costruita la prima rete elettrica a Lubecca, nel 1888 a Barmen. Fino al 1900 la Schuckert costruì 120 reti elettriche. La Schuckert costruì gli impianti completi dalle centrali elettriche fino ai trasformatori di corrente. La centrale elettrica di Tullnau a Norimberga nel 1896 fu la prima della Baviera.

### Trasporto su ferro

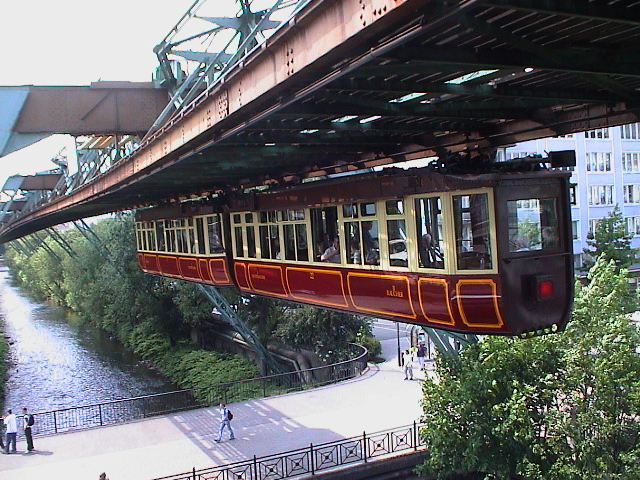
Kaiserwagen della Wuppertaler Schwebebahn, prodotta da Schuckert & Co. nel 1900

Alla mostra Internationale Elektrotechnische Ausstellung 1891 di Francoforte, Schuckert & Co. costruì una linea di tram elettrici tra la Fiera e Mainufer. Nel 1894 la città di Barmen e Elberfeld siglarono un contratto con E.-AG per la elettrificazione della nuova Wuppertaler Schwebebahn.
A Norimberga la Schuckert rilavorò una rete elettrica della AEG per la linea tram. Fino ad epoca contemporanea la Schuckert & Co. così come la successiva Siemens-Schuckertwerke e Siemens AG fornì impianti per la Rete tranviaria di Norimberga e la Metropolitana di Norimberga.

### Fari
Nel 1885 Schuckert brevettò un sistema di fari parabolici. Alla Fiera mondiale di Chicago del 1883 vide un faro a specchio con una luce che si poteva vedere a 135 km. Negli anni successivi vennero costruiti più di cento pezzi di tale faro.

### Automobili
Tra il 1899 e il 1900 la E.-AG produsse automobili a trazione elettrica, per trasporto persone e merci.